# U-Bahnhof Jakobinenstraße
Der U-Bahnhof Jakobinenstraße (Abkürzung: JA) ist der 22. U-Bahnhof der Nürnberger U-Bahn und wurde am 20. März 1982 eröffnet. Er ist 700 m vom U-Bahnhof Fürth Hauptbahnhof und 825 m vom U-Bahnhof Stadtgrenze entfernt. Bis zum 7. Dezember 1985 war er Endbahnhof für die Linien U1 und U11. Die Jakobinenstraße wurde 1877 nach Jakobine Weigmann benannt, der Mutter eines Fürther Grundstücksbesitzers. Täglich wird er von rund 14.500 Fahrgästen genutzt (Mo–Fr, 2019).

## Lage

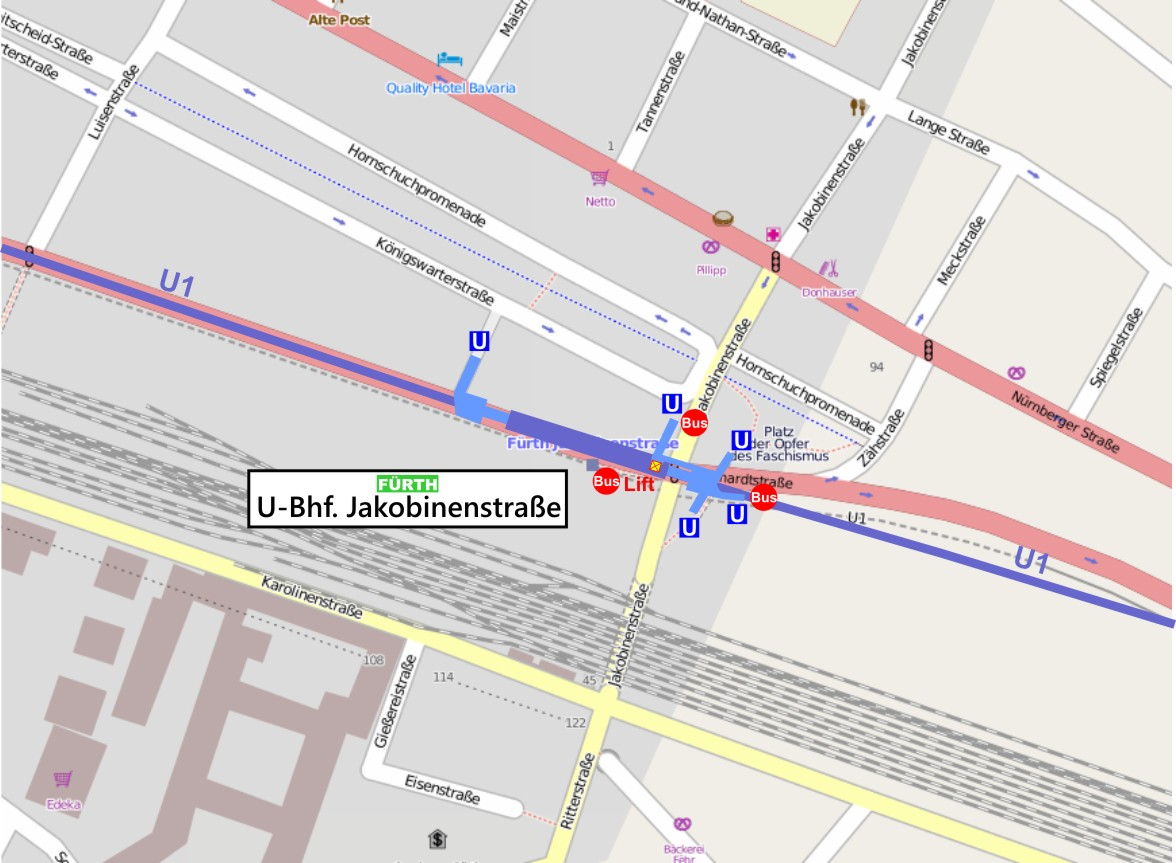
Lageplan U-Bahnhof Jakobinenstraße

Der Bahnhof liegt im Fürther Stadtbezirk Stadtpark und erstreckt sich unterirdisch in Ost-West-Richtung unter der Gebhardtstraße zwischen Jakobinen- und Pickertstraße. Vom östlichen Bahnhofskopf führt ein Ausgang in ein Verteilergeschoss unter der Kreuzung Gebhardt-/ Jakobinenstraße und von dort aus mit zwei Rampen und einer Treppe an die Oberfläche sowie zum Busbahnhof Jakobinenstraße, vom westlichen Bahnhofskopf führt ein Ausgang in ein Verteilergeschoss und von dort aus zur Pickertstraße. Zusätzlich gibt es einen Aufzug von der Bahnsteigebene zum östlichen Verteilergeschoss.
In der Umgebung des Bahnhofs befinden sich die Hornschuchpromenade mit ihren historischen Gebäuden der Gründerzeit und der Stadtpark Fürth.

## Bauwerk und Architektur
Das Bahnhofsbauwerk ist 201 m lang, 20 m breit und 13 m tief (eineinhalbfache Tiefenlage). Die Bauarbeiten für den Bahnhof begannen am 9. Juli 1979 und wurden in Deckelbauweise ausgeführt.
Die Bahnsteigwände sind mit Sandstein verkleidet und werden von der Faltdecke abgeschlossen. Eine architektonische Neuerung war die stützenlose Ausführung der Bahnsteighalle. Verantwortlich für diese Gestaltung war Baudirektor Theo Kief vom Nürnberger Hochbauamt. Am 28. Juni 2007 wurde im Rahmen des 1000-jährigen Fürther Stadtjubiläums ein Mosaik im westlichen Verteilergeschoss enthüllt. Es zeigt die Entwicklungsgeschichte des Fürther Nahverkehrs und wurde von der Künstlerin Iris Rauh entworfen und realisiert.

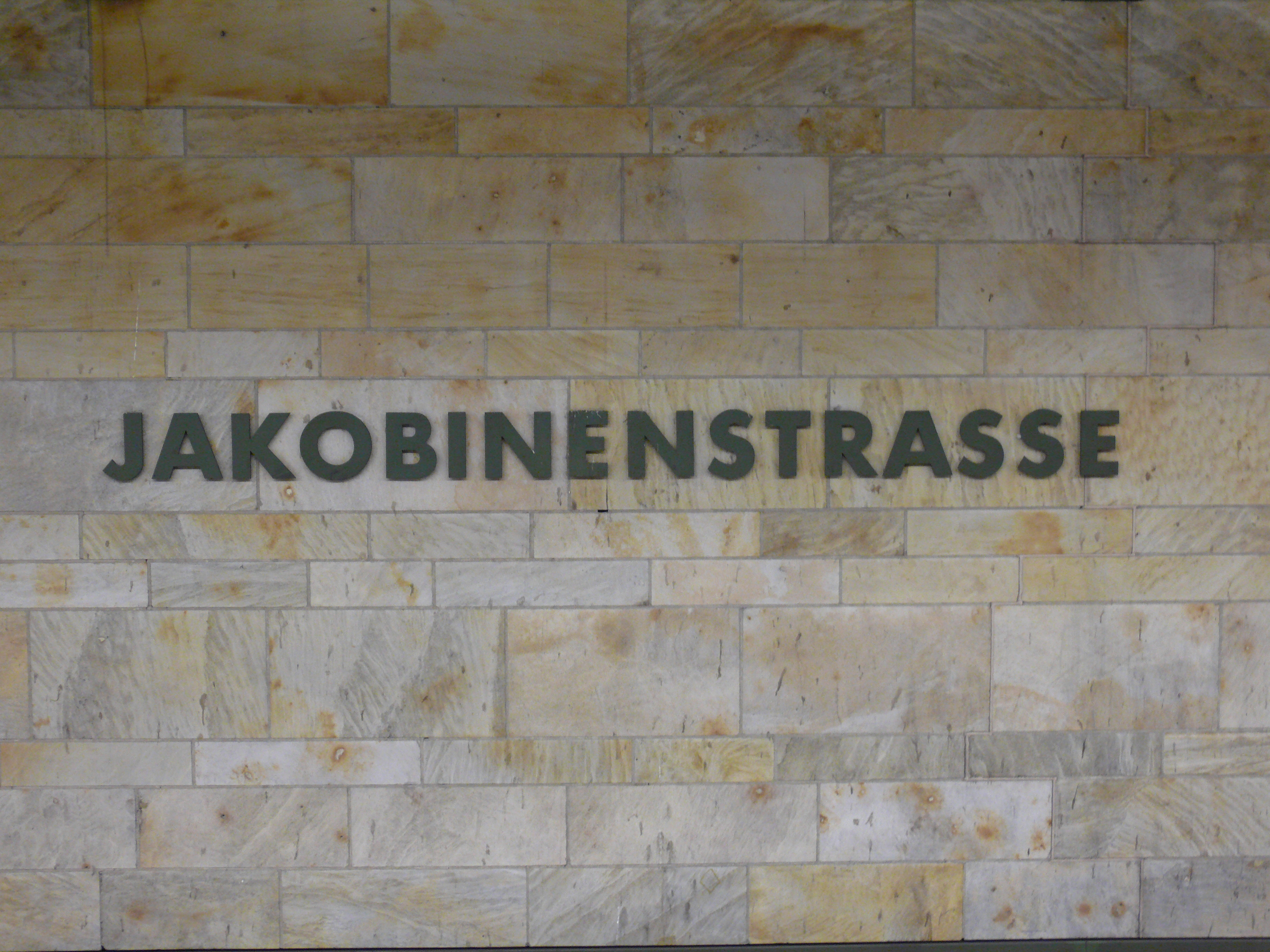
Stationsname an den Bahnsteigwänden
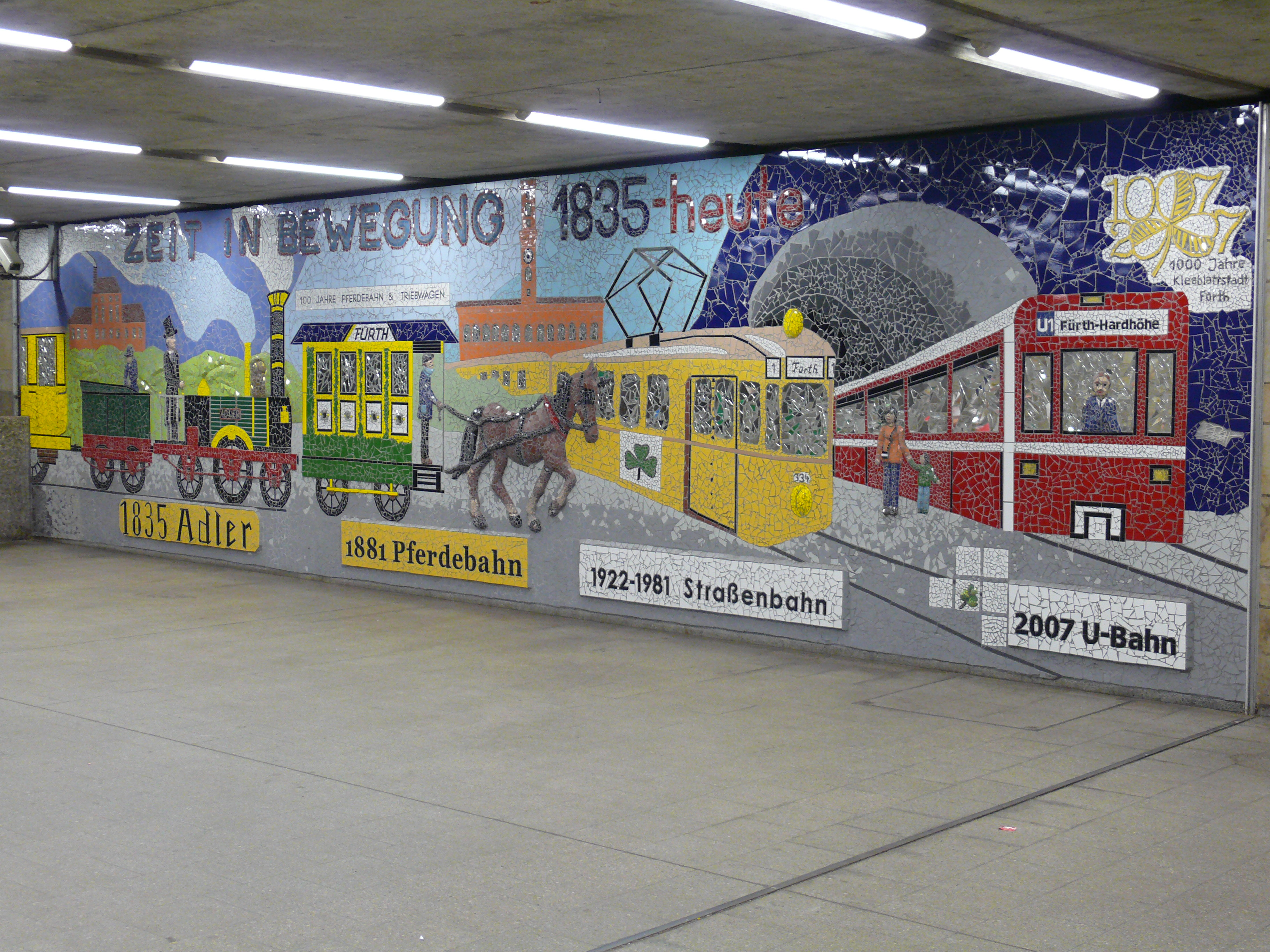
Wandmosaik
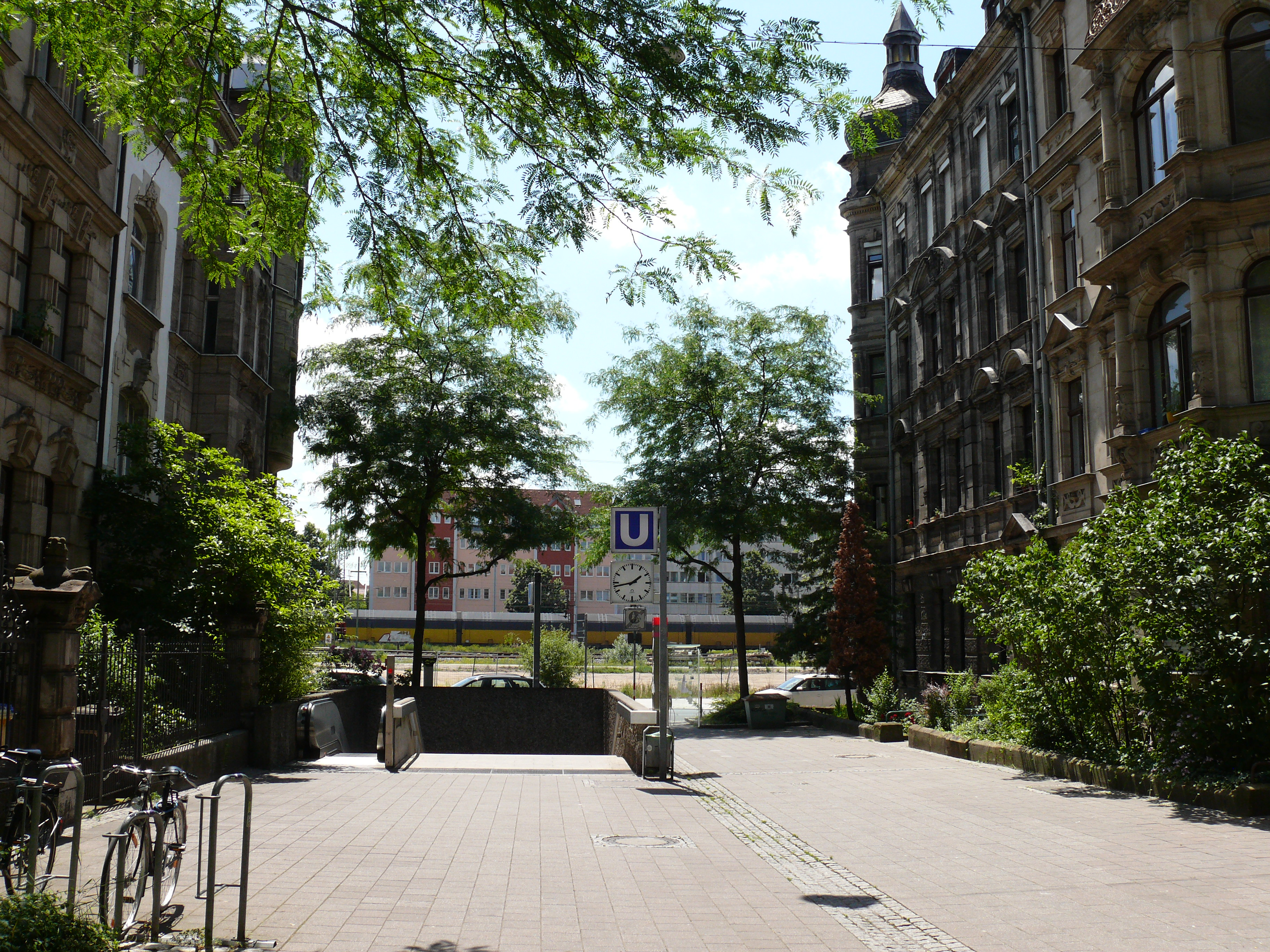
Zugang an der Oberfläche
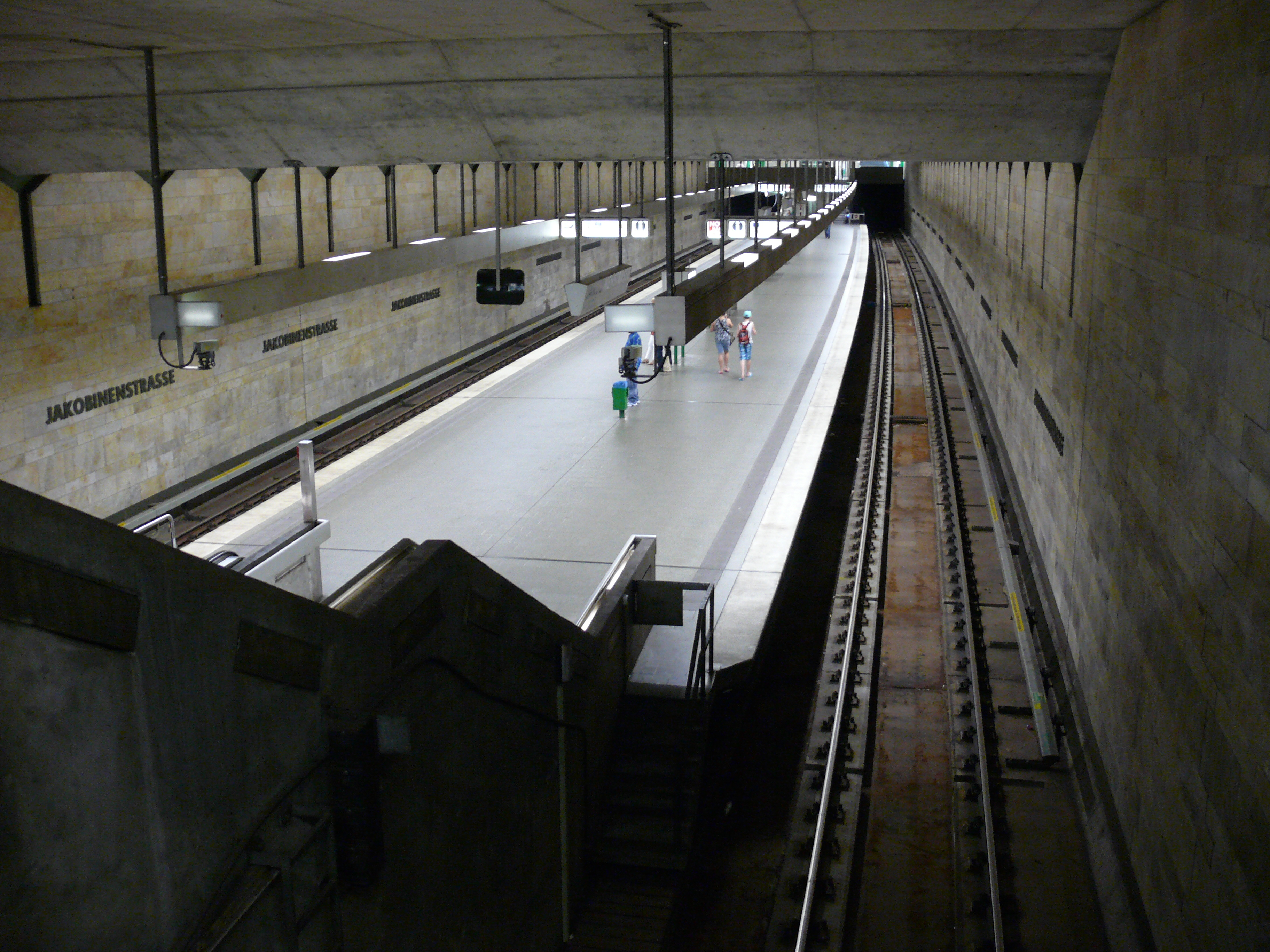
Bahnsteigebene Schrägansicht

## Haltepunkt Fürth-Ost

Haltepunkt Fürth-Ost und Häuser an der Hornschuchpromenade (vor 1922)

In der Nähe des heutigen U-Bahnhofs existierte neben der Kreuzung Königswarterstraße/Jakobinenstraße der Haltepunkt Fürth-Ost der Ludwigseisenbahn, die vom Nürnberger Ludwigsbahnhof zum Fürther Ludwigsbahnhof führte. Sein Betrieb wurde am 31. Oktober 1922 inflationsbedingt eingestellt und dessen Gleise am 5. Juni 1925 abgetragen.

## Linien
| Linie | Verlauf | Takt                                                                   |
| ----- | --- | ---------------------------------------------------------------------- |
| U1    | Langwasser Süd – Gemeinschaftshaus – Langwasser Mitte – Scharfreiterring – Langwasser Nord – Messe – Bauernfeindstraße – Hasenbuck – Frankenstraße – Maffeiplatz – Aufseßplatz – Hauptbahnhof – Lorenzkirche – Weißer Turm – Plärrer – Gostenhof – Bärenschanze – Maximilianstraße – Eberhardshof – Muggenhof – Stadtgrenze – Jakobinenstraße – Fürth Hauptbahnhof – Rathaus – Stadthalle – Klinikum – Hardhöhe Stand: Fahrplanwechsel Dezember 2023 | 5–7 min (montags–freitags) 6–7 min (samstags) 10 min (sonn-/feiertags) |

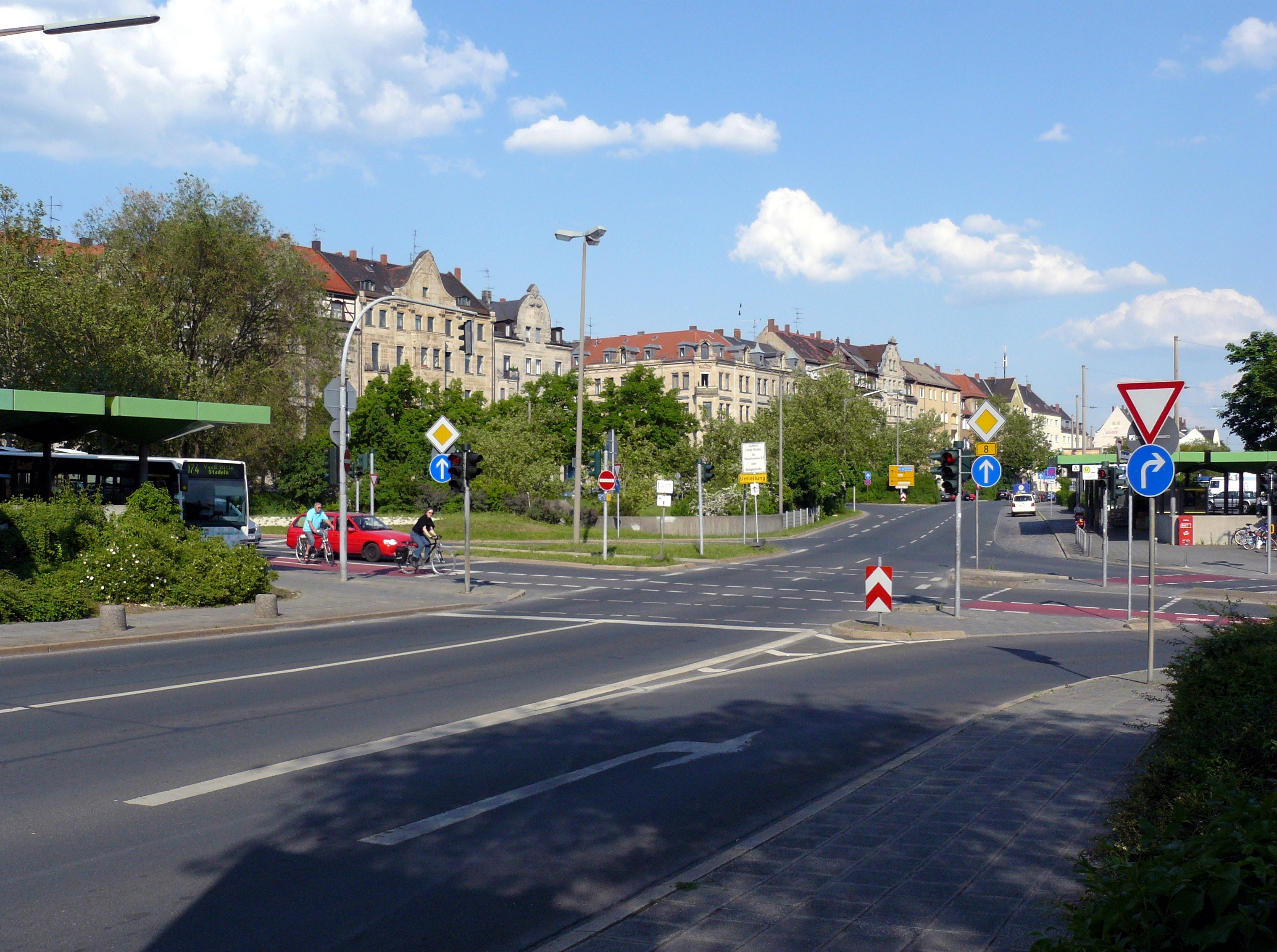
Busbahnhof

Der Bahnhof wird von der Linie U1 bedient. An der Oberfläche befindet sich ein Busbahnhof mit Umsteigemöglichkeit zur Nürnberger Stadtbuslinie 37, den Fürther Stadtbuslinien 173 und 174 sowie der Regionalbuslinie 112. Am Wochenende verkehrt auch die Nachtbuslinie N9.